# Stéphane Chapuisat
Stéphane Chapuisat (* 28. červen 1969, Lausanne) je bývalý švýcarský fotbalista. Hrával na pozici útočníka. Významnou část své kariéry strávil v německém klubu Borussia Dortmund.

## Klubová kariéra
S Borussií Dortmund vyhrál v sezóně 1996/97 Ligu mistrů a následně i Interkontinentální pohár. Dvakrát se s Dortmundem stal mistrem Německa (1994/95, 1995/96), s Grasshoppers Curych se stal mistrem Švýcarska (2000/01). V letech 2001 a 2004 byl nejlepším střelcem švýcarské ligy.
V anketě Zlatý míč, která hledala nejlepšího fotbalistu Evropy, se dvakrát umístil v první desítce, roku 1992 byl devátý, roku 1993 toto umístění zopakoval. Figuruje na seznamu UEFA Jubilee 52 Golden Players.

## Reprezentační kariéra
V A-mužstvu Švýcarska debutoval 21. června 1989 v utkání proti Brazílii (výhra 1:0).
V dresu švýcarské reprezentace se zúčastnil mistrovství světa v USA roku 1994 a hrál i na dvou šampionátech evropských (1996, 2004). Celkem za národní tým odehrál 103 zápasů (41 vítězných, 26 remízových a 36 prohraných), v nichž vstřelil 21 branek. V historické tabulce počtu startů ve švýcarské reprezentaci je na třetím místě.